# Girolamo Balbi
Girolamo Balbi (Venezia, 1460 circa – 1535 circa) è stato un umanista e vescovo cattolico italiano, autore di poesie e orazioni in lingua latina.

## Biografia
Figlio di un Accellini e di una Balbi, preferì assumere quest'ultimo cognome in quanto meno oscuro di quello paterno. Studiò a Roma, allievo di Pomponio Leto, e poi forse a Padova, da dove si allontanò a seguito di un scandalo non ben chiarito, trasferendosi a Parigi intorno al 1485. Qui frequentò diversi umanisti, quali Robert Gaguin, Guillaume Tardif, gli italiani Fausto Andrelini, Angelo Catone, medico napoletano e arcivescovo di Vienne, e Cornelio Vitelli, il musicista fiammingo Jean Fernand e suo fratello Charles, con il quale Balbi curò una edizione delle tragedie di Seneca, le Lucii Annei Senece Tragedie, cum epistola Caroli Fernandi, pubblicata a Parigi nel 1487.
Mostrò presto un carattere litigioso e una gelosa ambizione, che non tollerava rivali. Attaccò il Tardif, accusandolo di incompetenza e, smentito dal Consiglio della facoltà delle arti di Parigi, rinnovò le sue accuse. Tardif rispose con una violenta Antibalbica, nella quale mise in rilievo l'oscenità di certi epigrammi di Balbi, che replicò con il dialogo Rhetor gloriosus, del 1487, satireggiando ancora l'umanista francese.
Ottenuto nel 1489 dall'Università di Parigi l'incarico di insegnante di umanità, Balbi aizzò il collega Andrelini contro un altro insegnante italiano, il Vitelli, che finì per lasciare la città, trasferendosi quell'anno stesso in Inghilterra. Fu poi la volta dell'Andrelini a essere bersaglio delle diffamazioni del Balbi, che riuscì a ottenere l'allontanamento del rivale, da lui accusato di oscenità e di eresia. Ma i suoi colleghi d'Università, stanchi del suo comportamento, gli si rivoltarono contro: accusato di plagio, di sodomia e di eresia, Balbi dovette abbandonare Parigi, mentre l'Andrelini, tornato nella capitale, gli indirizzava il libello De fuga Balbi.
Un panegirico sull'appena scomparso Mattia Corvino e le raccomandazioni del vescovo János Vitéz, nel 1494 gli fecero guadagnare il favore dell'imperatore Massimiliano I e le cattedre di umanità e di diritto nell'Università di Vienna, dove non mancò di polemizzare con i suoi colleghi. Lasciò l'insegnamento universitario nel 1499 e fu precettore in casa del cancelliere boemo Johann von Schellenberg - a cui dedicò il suo Hodoeporicon - il quale gli procurò nel 1500 un incarico nell'Università di Praga, ma nuove liti e accuse di oscenità e di eresia lo costrinsero a lasciare Praga nel 1501.
Trasferitosi in Ungheria, prese gli ordini religiosi e, con la protezione del cancelliere Georgy Szakmáry, fu introdotto nella corte reale come precettore del figlio di re Ladislao, il principe Luigi, e ottenne di svolgere incarichi diplomatici. In tale veste, nel 1518, alla dieta di Augusta chiese all'imperatore Massimiliano di aiutare militarmente gli ungheresi minacciati dall'espansione turca, e nel 1519 appoggiò la candidatura di Carlo di Gand a imperatore, assistendo nel 1520 alla sua incoronazione ad Aquisgrana. Il 3 aprile 1521, alla dieta di Worms tenne un celebre discorso nel quale attaccò Lutero e invocò ancora la guerra contro i Turchi. Quello stesso anno fu nominato ambasciatore ungherese in Inghilterra.
Nel 1522 lasciò l'Ungheria, entrando al servizio dell'arciduca Ferdinando che nel 1523 lo fece nominare vescovo di Gurk e ambasciatore austriaco a Roma dove, il 9 febbraio 1523, tenne un discorso di fronte a papa Adriano VI, reclamando la guerra contro la Turchia. In autunno veniva nominato ambasciatore in Ungheria e nel 1524 nella Repubblica veneziana.
Fu ancora diplomatico nella corte papale e nel 1529, anno nel quale rinunciò al vescovato, e pronunciò un'orazione davanti a Clemente VII nella quale denunciò il pericolo rappresentato dall'espansione turca in Europa. Assistette alla cerimonia dell'incoronazione di Carlo V per mano di papa Clemente, avvenuta a Bologna il 24 febbraio 1530, componendo il trattatello De coronatione che fu messo all'Indice nel 1611 poiché sosteneva che il papa non aveva titolo a incoronare un imperatore. In luglio cercò inutilmente di favorire la conciliazione tra cattolici e utraquisti, e da allora non si hanno più sue notizie.

## Opere
- Hieronymi Balbi veneti gurcensis olim episcopi. Opera poetica, oratoria, ac politico-moralia ex codicibus manuscriptis, primisque typis collegit et praefatus est Josephus de Retzer, 2 voll., Vindobonae, apud Josephum Stahel 1791-1792.

## Genealogia episcopale
La genealogia episcopale è:
- Cardinale Guillaume d'Estouteville, O.S.B.Clun.
- Papa Sisto IV
- Papa Giulio II
- Cardinale Raffaele Riario
- Papa Leone X
- Cardinale Lorenzo Pucci
- Vescovo Girolamo Balbi